# Bajo el mismo techo (película)
Bajo el mismo techo es una película del año 2019, dirigida por Juana Macías y protagonizada por Jordi Sánchez y Silvia Abril.

## Argumento
Adrián y Nadia, un matrimonio infeliz, tras divorciarse, tendrán que seguir viviendo bajo el mismo techo al no encontrar comprador de su casa de casados y no tener dinero suficiente para irse a vivir a otro sitio.

## Reparto
| Intérprete              | Personaje                     |
| ----------------------- | ----------------------------- |
| Jordi Sánchez           | Adrian                        |
| Sílvia Abril            | Nadia                         |
| Daniel Guzmán           | Álex                          |
| Malena Alterio          | Lucía                         |
| Álvaro Cervantes        | Nacho                         |
| Cristina Castaño        | Arancha                       |
| Ana Morgade             | Directora del Banco           |
| Clara Chacón            | Marina                        |
| María Alfonsa Rosso     | Carmina                       |
| Darko Peric             | Chiquitin                     |
| Álex de Lucas           | Mensajero Tarta               |
| Oscar Reyes             | Walter                        |
| Gabriela Santos         | Niña latina                   |
| Dani Nieto              | Hijo de Álex                  |
| Yaël Belicha            | Manuela                       |
| Cristina Alarcón        | Lorena                        |
| Dulceida                | Camarera restaurante mexicano |
| Carlos Wu               | Chino tienda comestibles      |
| Yohana Yara             | Gladis                        |
| Gonzalo Villamizar      | Niño latino                   |
| Manuel Gancedo          | Señor Comprador               |
| Kao Chenmin             | Mister Zhang                  |
| Fabia Castro            | Chica Airbnb 1                |
| Bea de la Cruz          | Comercial Airbnb 2            |
| Almar G. Sato           | Susana Wong                   |
| Bea de la Cruz          | Comercial Airbnb 2            |
| Almar G. Sato           | Susana Wong                   |
| Patricia Córdoba        | Recepcionista oficina Nacho   |
| César Camino            | Camarero restaurante de lujo  |
| Jordi Aguilar           | Cliente concesionario         |
| Cindy Fuentes           | Esteticién                    |
| Sergio Torrico          | Jefe de bomberos              |
| Víctor Manuel Martínez  | Andreas (Novio Marina)        |
| Paul Brennan            | Jefazo americano 1            |
| Cristina Serrato        | Clienta sex shop              |
| Filipa Ribeiro          | Dependienta                   |
| Mike Lee                | Jefazo americano 2            |
| Nancy Yao               | Traductora Mister Zhang       |
| Álvaro García           | Inversor 1                    |
| Ana Belén Ruiz          | Inversora 1                   |
| Francisco Javier García | Inversor 2                    |
| Isabel Mata             | Inversora 2                   |

## Canciones
- Zahara y Carlos Sadness - Bajo el mismo techo [5]